# Дионисий II Константинополски
Патриарх Дионисий II (на гръцки: Διονύσιος Β΄) e вселенски патриарх след смъртта на Йеремия I и до смъртта си и по време на управлението на Сюлейман Великолепни. 
Дионисий е известен най-вече с пътуването в Италия на младия митрополит и бъдещ вселенски патриарх Митрофан III Константинополски от 1546 г. Дионисий изпраща Митрофан до Венеция главно за набиране на средства, но Митрофан отива и до Рим и се среща с папа Павел III, който утвърждава ордена на йезуитите които по-късно издават държавната измяна на Кирил Лукарис. През 1548 г. тези новина предизвика голяма загриженост в гръцкото население на Константинопол, което се надига на бунт и прави опит за убийството на Дионисий, който държи отговорен за поведението на Митрофан.  Дионисий обаче не предприема никакви ответни действия, явно ползвайки се заедно с Митрофан с подкрепата на султан Сюлейман Великолепни. 